# Nance (Jura)
Nance is een gemeente in het Franse departement Jura (regio Bourgogne-Franche-Comté) en telt 429 inwoners (1999). De plaats maakt deel uit van het arrondissement Lons-le-Saunier.

## Geografie
De oppervlakte van Nance bedraagt 7,3 km², de bevolkingsdichtheid is 58,8 inwoners per km².

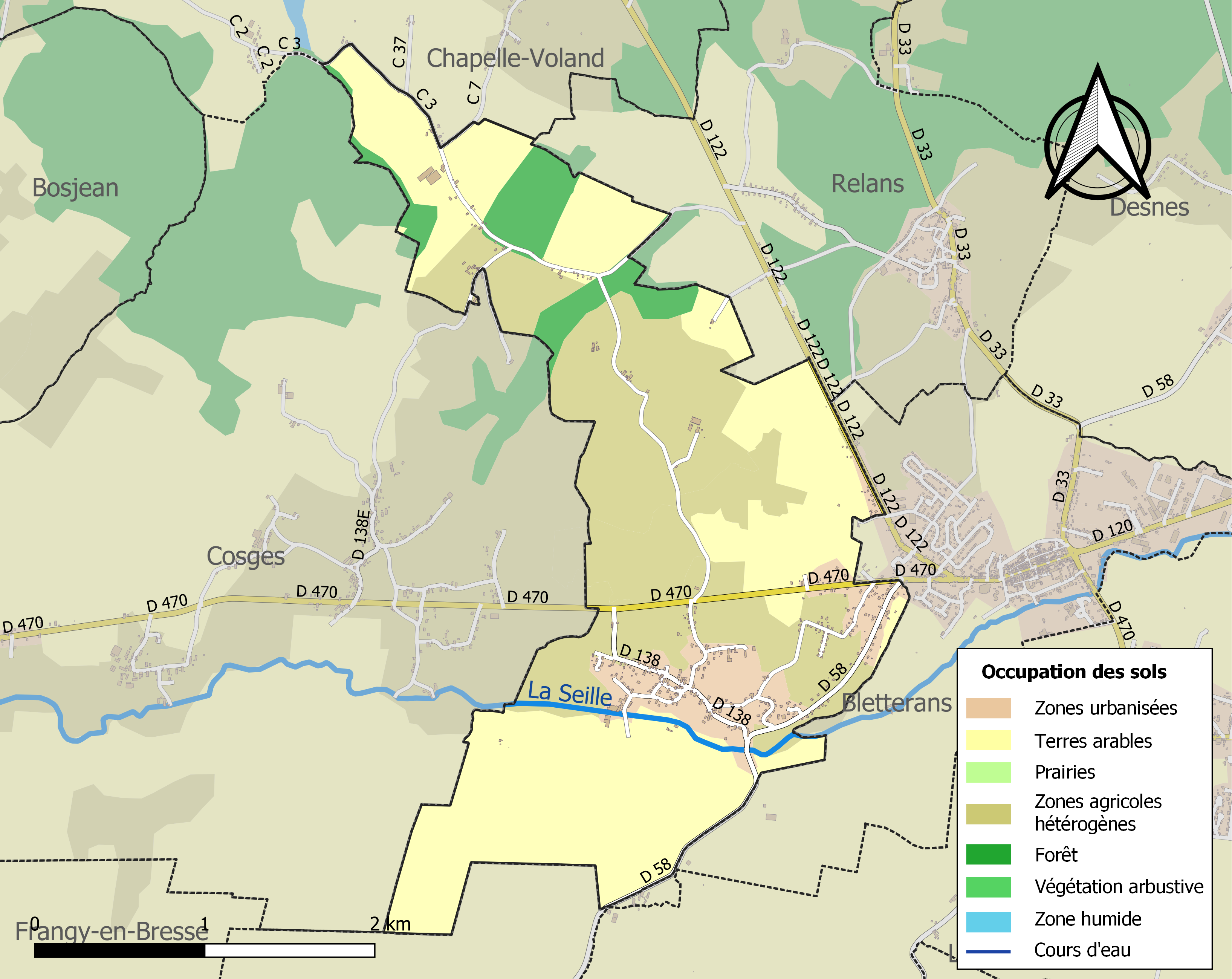
Kaart van de gemeente met de belangrijkste infrastructuur, bodemgebruik en omliggende gemeenten

## Demografie
Onderstaande figuur toont het verloop van het inwonertal (bron: INSEE-tellingen).